# Eulithis ochraceata
Eulithis ochraceata är en fjärilsart som beskrevs av Lambert-Joseph-Louis Lambillion 1903. Eulithis ochraceata ingår i släktet Eulithis och familjen mätare. Inga underarter finns listade i Catalogue of Life.